# Exocentrus holonigra
Exocentrus holonigra är en skalbaggsart som beskrevs av Stefan von Breuning 1971. Exocentrus holonigra ingår i släktet Exocentrus och familjen långhorningar. Inga underarter finns listade i Catalogue of Life.